# Nickelodeon
|  | Per a altres significats, vegeu «Nickelodeon (cine)». |

Nickelodeon (abreujat Nick) és un canal de televisió per cable especialitzat en continguts per a nens i joves. És propietat de MTV Networks, que al seu torn és propietat de Viacom. La programació diària inclou sèries i pel·lícules. A més, aquesta cadena produeix pel·lícules juvenils i a joves artistes en la seva carrera a l'estrellat. Emet comèdies de situació i sèries animades com són Bob Esponja, Ei Arnold! i Els Padrins Màgics.

## Història
Des de 1984, Nickelodeon comparteix la seva freqüència amb Nick at Nite, la radiodifusió de servei nocturn durant les hores intermèdies destacades que compta amb comèdies divertides en horari estel·lar juntament amb algunes sèries originals i pel·lícules com a canal independent de Nickelodeon per AC Nielsen Co per a fins de calificación. Tots dos serveis de vegades es denominen col·lectivament com "Nickelodeon / Nick at Nite", per la seva associació comú com dos canals individuals que comparteixen un únic espai de canal. Des de 2006, Nickelodeon ha estat dirigit per Cyma Zarghami com a presidenta i director executiu de canal fins que va renunciar el 2018 sent reemplaçada per Brian Robbins.
L'agost de 2013, Nickelodeon / Nick at Nite és vist en aproximadament 98.799.000 televisors (86.5 1% de les llars) als Estats Units d'Amèrica.

## Canals i serveis

### Nick at Nite
Nick at Nite (estilitzat com Nick @ Nite) és un servei de Nickelodeon nocturn de programació, que es va estrenar l'1 de juliol de 1985, i les emissions de diumenge a divendres de 9 del vespre a 07:00 i els dissabtes de 10pm a 07:00 (ET / PT). Originalment amb comèdies clàssiques dels anys 1950 i 1960 com The Donna Reed Show, Mr. Ed i The Adventures of Ozzie and Harriet, també es transmet comèdies populars dels anys 1980 i principis de 2000, com, The Cosby Show i Roseanne. Els programes actualment a l'aire en Nick at Nite són: George Lopez, Yes, Dear, Friends, My Wife and Kids, Full House, The Nanny i See Dad Run. El 1996, la programació més original de Nick at Nite va ser traslladada a un nou canal anomenat TV Land, que actualment transmet una varietat d'espectacles grans, principalment comèdies dels anys 1950 fins als anys 2000. Noves sèries del seu canal germà TV Land es transmeten com López, Younger, Teachers, Impastor i The Jim Gaffigan Show.

### Nicktoons[calcitació]
Aquest canal va debutar l'1 de maig de 2002 i és més conegut com a Nicktoons TV des del seu llançament, fins a maig de 2003 i com Nicktoons Network des de 2005 fins a setembre de 2009. Nicktoons emet sèries animades clàssiques i originals de Nickelodeon com Invader Zim, Jimmy Neutron : Boy Genius, La robot adolescent i Rugrats, i també sèries actuals com SpongeBob SquarePants, The Fairly OddParents, Sanjay and Craig, robot and Monster i més. Actualment també, emet sèries d'acció en viu com The Troop i Supah Ninjas durant les hores de la nit i al matí, i també es transmeten sèries animades produïdes exclusivament per al canal i actuals. És un canal separat de televisió per cable.

### Nick Jr.
Aquest canal de televisió dels Estats Units és dirigit a nens d'edat preescolar, llançat originalment com una aliança d'empreses entre MTV Networks i Children 's Television Workshop (ara Sesame Workshop), abans de Sesame Workshop va optar per sortir-se de l'empresa l'any 2002, només s'ha de programar promocions i assegurar patrocinis d'estil en lloc de comercials regulars (encara que apareix la publicitat tradicional al canal en el bloc nocturn "Nickmom") i es realitza en general en un nivell de cable digital i els nivells bàsics dels proveïdors de satèl·lit. La programació de Nick Jr. consisteix en la programació pre-escolar orientat també vist en "Nick Play Dati", un bloc de Nickelodeon, on es transmeten sèries originals a exclusiva per al canal i alguns shows interromputs, vistos a l'antic bloc Nick Jr. de Nickelodeon. Originalment el llançament va ser el 2 de febrer de 1999, i sobre la base de l'antiga Noggin - que va ser llançat a partir del 2002, l'espai de canal va ser compartit amb el canal adolescent orientat a The N (ara TeenNick, i que funciona com un canal independent de Nick Jr. des del 31 de desembre de 2007), el canal es va marcar de nou com Nick Jr. el 28 de setembre de 2009. el canal porta el nom de l'ex bloc Nick Jr., que tranmitía programes preescolars originals de Nickelodeon, que corria al matí entre la setmana entre gener de 1988 a febrer de 2009. a diferència d'altres canals de Nickelodeon dels Estats Units, amb excepció dels programes durant la nit i al matí a l'aire en Nicktoons, els crèdits de tancament complets es veuen en els programes a l'aire en Nick Jr. (seqüències de crèdits genèrics són utilitzats per Nickelodeon, TeenNick i la resta del temps, en Nicktoons). Des de 2012, Nick Jr. transmet un bloc de quatre hores de programa nocturn dirigit a mares, anomenada Nickmom; aquest bloc va ser polèmic en el seu inici a causa del seu contingut de programació més indulgent (que inclou grolleries, una mica d'humor cru i referències suggestius) en comparació amb cosa que permet Nick Jr. durant la resta de la seva programació, especialment en Nick Jr., opera una font singular d'explotació a l'horari de l'Est, el que es tradueix en el bloc Nickmom transmetre al mateix temps en totes les sis zones horàries dels EUA (que s'està emetent ja a Hawaii a les 5:00 pm).

### TeenNick
Aquest canal de televisió als Estats Units està dirigida a un públic adolescent, i es porta a terme normalment en un nivell per cable digital i els nivells bàsics dels proveïdors de satèl·lit. TeenNick, que compta amb els estàndards del programa més relaxat que els altres canals de Nickelodeon (amb excepció de Nick at Nite i el bloc Nickmom en Nick Jr.) que permeten la profanitat moderada, diàlegs suggestius i alguns continguts violents (tot i que les sèries de Nickelodeon i alguns programes fora de la xarxa a transmetre al canal no inclouen aquest tipus de contingut), un cop compartida la nit i el període durant la nit diàriament amb Noggin com The N (d'una manera similar a Nickelodeon i Nick at Nite) partint de llançament inicial de The N l'1 d'abril de 2002, però el 31 de desembre de 2007, es va fer càrrec de transponedor de satèl·lit de Nickelodeon GAS i es va convertir en un canal independent. El canal va ser renombrado com TeenNick (amb l'actor, comediant i raper Nick Cannon com el seu "president") el 28 de setembre del 2009.
El canal porta el nom de l'antic bloc TEENick, un bloc de cap de setmana a la nit que transmetia nous episodis de sèries d'acció en viu de Nickelodeon, que va sortir a l'aire entre juliol de 2000 fins a febrer de 2009. La sèrie estrella de canal és el drama adolescent canadenca cridada Degrassi, que s'ha transmès ininterrompudament al canal des de l'any 2003 a The N, dos anys després del seu debut oficial a cable, va ser transmesa pel canal canadenca CTV; TeenNick també transmet repeticions de sèries de Nickelodeon actuals i antics, i va adquirir algunes comèdies i sèries de ficció. El canal ha transmès una mica de programació original en el passat, de manera més prominent, mentre que es coneixia com The N, tot i que sèries produïdes exclusivament per TeenNick, han estat absents des del canvi de marca dels anys 2009 (a excepció de la sèrie de breu durada en 2011, Gigantic). El 25 de juliol de 2011, TeenNick va començar a transmetre The '90s Are All That, un bloc de programació amb els programes més populars de Nickelodeon entre 1990 i principis de 2000, apuntant gran èxit al canal.

## Blocs de programació[calcitació]

### Actuals
- Nick Jr. - Programes actualment de Nickelodeon que mostra sèries, especialment, dirigida als nens en edat preescolar de dilluns a divendres de 8:30 a. m. a 2:00 pm ET / PT (7-10 a. m. durant els mesos d'estiu, altres períodes designats en recés escolar i els dies festius) .64 Aquest bloc es coneixia anteriorment com "Nick Jr." entre gener de 1988. Hi ha el bloc a causa del públic habitual de Nickelodeon dels nens en edat escolar, el bloc no té aire els caps de setmana en qualsevol època de l'any. Programes actualment que es veuen en aquest bloc inclouen Team Umizoomi, Dora the Explorer, Bubble Guppies, Peter Rabbit i Max and Ruby.
- Gotta See Saturdays - "Gotta See Saturdays" és un bloc de programació que als matins estrenen nous episodis de sèries animades, i que a la tarda, estrenen nous episodis de sèries d'acció en viu. El bloc compta amb els horaris de 9:00 am a 1:00 pm i de nit de 8:00 pm a 10:00 pm ET / PT. Nickelodeon ha transmès molts episodis estrena de la seva programació original els dissabtes, tot i que aquest bloc, particularment, va debutar el dia 22 de setembre de 2012. En l'horari del matí es transmeten nous episodis de SpongeBob SquarePants, Teenage Mutant Ninja Turtles, Kung Fu Panda : Legends of Awesomeness, Sanjay and Craig, Breadwinners i més, i en l'horari de la nit, nous episodis de The Thundermans, Henry Danger, Game Shakers, Nicky, Ricky, Dicky & Dawn, Bella and the Bulldogs i la sèrie més recent School of Rock.

### Esdeveniments
- Nickelodeon 's Kids' Choice Awards - Els Kids 'Choice Awards és un esdeveniment de 90 minuts de durada en el qual es lliuren premis a les sèries, artistes, pel·lícules favorites dels nens, elegits mitjançant votacions a través de la pàgina web de Nick. Es realitza l'últim dissabte de març (abans el primer dissabte d'abril fins a l'any 2008) que es transmeten en viu pel canal (encara que la seva emissió és un retard de 3 hores en el Pacífic, a l'Est i al Centre). Els guanyadors són seleccionats ja siguin per mitjà de missatge de text o per Internet, a la pàgina oficial de Nick. L'espectacle compta amb convidats famosos com amfitrions i presentadors, i compta amb l'actuació de dos o tres números musicals. Els personatges famosos i el públic són, comunament, enfangats amb una substància en color verd anomenada "Slime" en diversos punts dins del lliurament de premis. Des de la transmissió en 2009, alguns famosos presenten acrobàcies en grans actuacions i motos dins d'un gran bassal ple de slime. SpongeBob SquarePants té actualment el major nombre de victòries com "Caricatura preferida" i Rosie O'Donnell com la major amfitriona.
- Worldwide Day of Play - "Worldwide Day of Play" és un esdeveniment anual emès els dissabtes de setembre a la tarda, que va iniciar les seves transmissions el 2 d'octubre de 2004, amb motiu de la conclusió de la campanya "Let 's Just Play", que va iniciar el mateix any, els quals estan influïts al fet que els nens facin exercici i participar en activitats a l'aire lliure, també es encoratgen a les escoles i organitzacions educatives per a albergar esdeveniments locals per promoure l'activitat entre els nens. Nickelodeon i els seus respectius canals germans (Nick Jr., TeenNicky Nicktoons) i alguns canals internacionals de Nickelodeon suspenen la programació durant un període de tres hores 12:00 a 3pm ET / PT (durant el qual es mostra un missatge en pantalla que anima els espectadors a participar en activitats a l'aire lliure durant aquest temps i se'ls notifica que els canals es reprendran en la seva programació normal a les 3pm ET / PT). Des de 2010, "Worldwide Day of Play" es va convertir en part del programa de "The Big Help", com a part d'un enfocament agregat sobre estils de vida saludables, a més d'enfocament principal del programa sobre temes ambientals. Nous episodis de sèries de Nickelodeon són comunament estrenats durant l'horari estel·lar de dissabte a la nit.

### Blocs de programes de Nickelodeon en altres canals
El 9 de novembre de 1998, les versions en castellà de Rugrats, Aaahh! Real Monsters, Hey Arnold !, Rocko 's Modern Life, Kablam! i Blue 's Clues debutar en Telemundo. Aquests programes de Nickelodeon van ser vistos per Telemundo de dilluns a divendres fins al 5 de setembre de 2000, quan van ser relegats només en caps de setmana, per donar lloc a un programa de notícies del matí; la formació de Telemundo cau al novembre de 2001, després que NBC va comprar aquesta xarxa. El 14 de setembre de 2002, un bloc de dues hores, amb Blue 's Clues, Dora the Explorer, Little Bill, As Told by Ginger, The Thornberrys, Rugrats, Hey Arnold! i Pelswick van debutar en la majoria de les estacions de CBS. Després, en 2005, un bloc de dues hores amb Nick Jr. van ser mostrats en la majoria dels canals de CBS fins a setembre de 2006, després de la divisió de Viacom-CBS. A l'abril de 2008, Dora the Explorer, Go, Diego, Go! i Pinky Dinky Doo de Nick Jr. van ser comprats per Univision, transmesos en un bloc anomenat Planeta O. La cadena germana de Nickelodeon, TeenNick executa un bloc nocturn anomenat The '90s Are All That, que es va estrenar el 25 de juliol de 2011 a causa a la popularitat en dècada de 1990 amb sèries com All That, Rugrats, The Amanda Show, Doug i més, amb una durada de dues hores.